# Mama Ngai Tupa
Pour les articles homonymes, voir Tupa.
Ngai Ngatara Tupa mais plus couramment appelée Mama Ngai Tupa, est une femme politique des îles Cook née le 24 avril 1936 sur l'île de Rarotonga et morte le 1er mars 2021.

## Formation
Elle fait ses études à l'école Catholique Saint Joseph de Rarotonga

## Vie professionnelle
Mama Ngai Tupa dirige avec son mari une épicerie depuis 1974.

## Carrière politique
Elle est élue pour la première fois à la députation dans la circonscription de Takuvaine-Tutakimoa lors des élections anticipées de septembre 2006, sous l'étiquette du Democratic Party.

## Vie personnelle
Mariée à Tupa Urirau Tupa, ils sont les parents de 17 enfants dont 6 ont été adoptés. Ils ont également de nombreux petits-enfants.